# Marcelo H. del Pilar

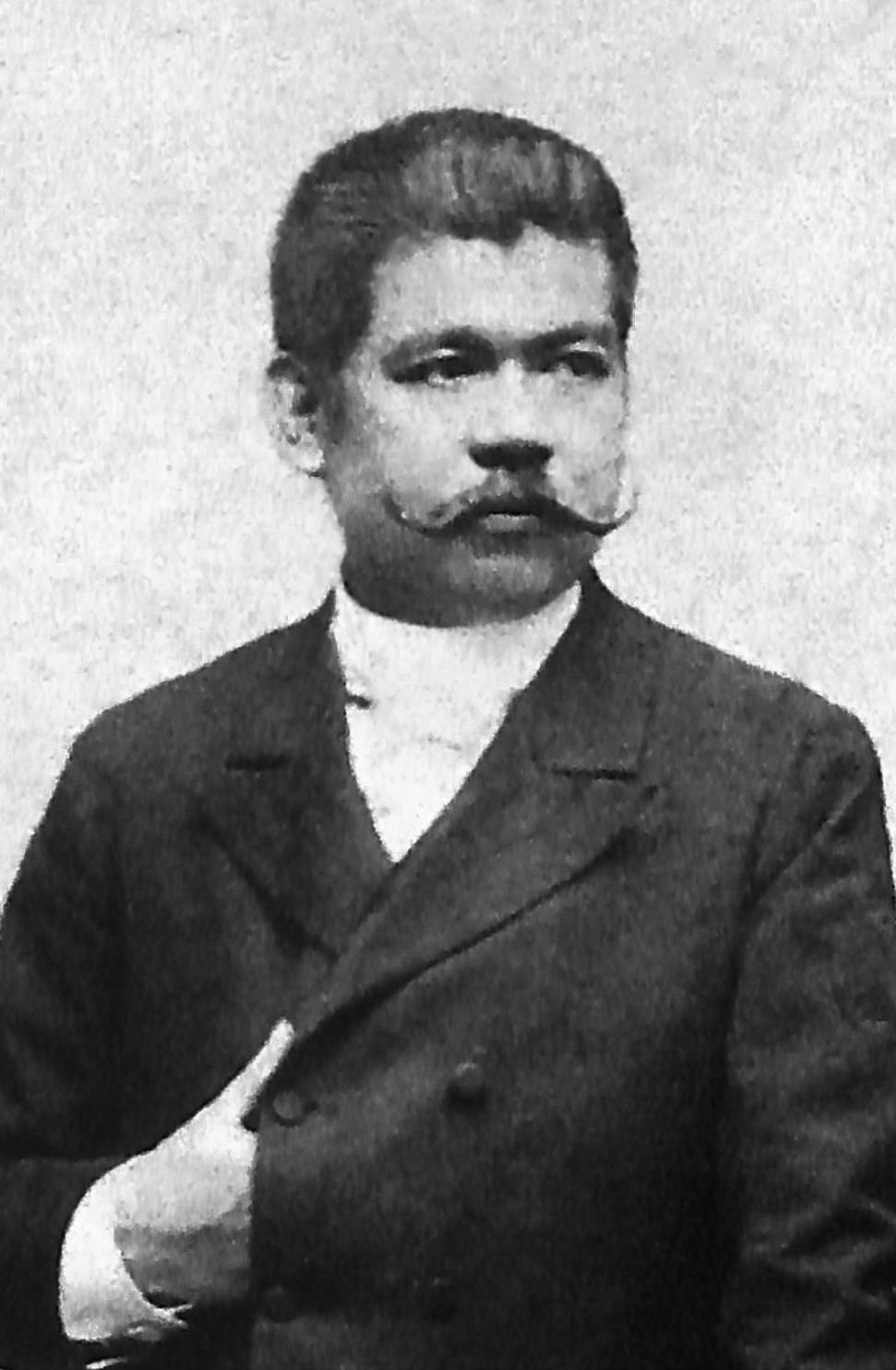
Marcelo H. del Pilar

Marcelo Hilario del Pilar y Gatmaitan, född 1850, död 1896, var en filippinsk skribent.
Del Pilar var av blandad kinesisk och filippinsk härstamning och föddes i Cupang i Bulacan som det sjunde av elva barn till Julian del Pilar och Blasa Gatmaitan. Marcelo H. del Pilar började sina studier under Hemerigilda Flores i Manila. Han studerade därefter juridik vid Santo Tomás-universitetet. 
Marcelo H. del Pilar grundade, tillsammans med Basilio Teodoro Moran, tidningen Diariong Tagalog (1882) som beskrev filippiniernas sociala villkor under det spanska kolonialstyret och spelade en väsentlig roll för framväxten av en filippinsk nationell identitet och samhörighetskänsla. 
1889 flyttade del Pilar till Barcelona, Spanien där han blev ledare för den politiska sektionen av Asociación Hispano-Filipina de Madrid. Marcelo H. del Pilar önskade reformer, och var ingen agitator för politisk självständighet. Som en av ledarna för propagandarörelsen bland filippinska studenter i Spanien bidrog han med artiklar till tidningen La Solidaridad i Madrid, där han gick in för följande dagordning: 
- Att Filippinerna blev en spansk provins
- Representation i det spanska parlamentet Cortes
- Filippinska församlingspräster framför spanska augustiner, dominikaner och franciskaner
- Församlings- och yttrandefrihet; Lika rättigheter inför lagen (för både filippinska och spanska målsägare)

Efter år av publikation från 1889 till 1895, hade La Solidaridad börjat få slut på pengar utan att åstadkomma konkreta förändringar i Filippinerna. Det sista numret utkom den 15 november 1895. del Pilar dog av tuberkulos i Barcelona den 4 juli 1896. 